# 翁福琳
翁福琳（1941年7月—），男，福建福州人，中华人民共和国政治人物，曾任福州市人民政府市长，第九届全国人大代表。